# Élections législatives papou-néo-guinéennes de 2002
Des élections législatives ont lieu en Papouasie-Nouvelle-Guinée du 15 au 29 juin 2002, prolongées jusqu'en juillet dans certaines parties du pays. Il s'agit de renouveler les cent-neuf membres du Parlement (monocaméral), à l'issue d'une législature de cinq ans.
En raison de multiples faits de violences mortelles, de nombreux cas de fraude et de nombreuses failles d'organisation rendant impossible la tenue d'élections libres et justes dans certaines circonscriptions, les élections de 2002 sont décrites par les observateurs comme les pires de l'histoire du pays,.

## Système politique et électoral
La Papouasie-Nouvelle-Guinée est une démocratie multipartite et une monarchie parlementaire. C'est un royaume du Commonwealth : un État indépendant reconnaissant symboliquement la reine Élisabeth II comme chef de l'État. Le Parlement est élu au suffrage universel.
À cette date, le vote s'effectue au scrutin uninominal majoritaire à un tour.
À la suite de l'élection, les nouveaux députés renouvellent leur confiance dans le Premier ministre sortant, ou bien choisissent un nouveau Premier ministre, en accord avec le système de Westminster.

## Contexte, partis et candidats
Il existe une multitude de partis politiques. Les gouvernements se constituent ainsi en coalitions, aucun parti n'ayant jamais remporté seul une élection nationale. Les députés changent fréquemment de parti en cours de législature, et les partis changent fréquemment d'alliance, la conséquence étant qu'« aucun gouvernement n'a jamais achevé un mandat plein de cinq ans depuis l'indépendance » du pays en 1975.
Pour ce scrutin, quarante-trois partis sont en lice, un record. Les principaux sont le Mouvement démocrate populaire, du Premier ministre sortant Sir Mekere Morauta ; le Parti du progrès populaire, de l'ancien Premier ministre Sir Julius Chan ; le Pangu Pati, mené par Chris Haiveta ; et le jeune Parti de l'alliance nationale fondé par l'ancien Premier ministre Sir Michael Somare. Treize partis présentent des candidats dans plus de la moitié des circonscriptions, ce qui constitue également un record.
Pour autant, la vie politique ne s'articule pas en premier lieu autour de partis, mais autour d'intérêts claniques. Dans les régions rurales notamment, les candidats représentent des communautés tribales et familiales, fortement investies à voir réussir leur candidat afin qu'il puisse défendre ensuite leurs intérêts. Malgré cela, le nombre de candidats se présentant sans étiquette politique est le plus bas de l'histoire du pays jusque lors : 43%, contre 73% aux élections de 1997.
Le pays est en récession économique, les gouvernements successifs précédents ayant appliqué l'exigence de « réforme économique formulée par le FMI et la Banque mondiale, laquelle a eu des effets dévastateurs qui ont amené les habitants des zones rurales pauvres à se détourner des grands partis ». Les principaux partis sont également discrédités par la perception d'une corruption endémique et de détournements de fonds publics. Sir Mekere Morauta mène néanmoins campagne sur le bilan économique de son gouvernement, ayant ramené le taux d'inflation de 22 % à 9 %. Il sera loué par la suite pour avoir mené des réformes importantes et nécessaires, mais en 2002 c'est un sentiment de mécontentement qui prévaut.

## Déroulement et violences
L'acheminement du matériel et des agents électoraux dans les nombreux villages très isolés, notamment dans la région des Hautes-Terres, soulève des difficultés logistiques, beaucoup ne pouvant être atteints que par hélicoptère. Or, la société de transport engagée par la commission électorale, n'ayant pas été payée par manque de moyens alloués à ces élections, refuse un temps de mettre ses hélicoptères à disposition. Les agents électoraux refusent eux aussi de se rendre dans les bureaux de vote à moins d'être payés. De fortes pluies rendent boueux et impraticables des chemins de terre vers certains villages qui en sont pourvus. Ces soucis, s'ajoutant au problème de sécurité provoqué par les violences et menaces de violences dans les régions reculées, retarde la tenue du scrutin dans les Hautes-Terres,.
Les listes électorales ne sont pas à jour, et sont par ailleurs falsifiées par les équipes de candidats dans certaines circonscriptions. Des électeurs légitimes n'y figurent pas, et de très nombreux noms fictifs ou de personnes décédées s'y trouvent. Un contrôle postérieur au scrutin révélera que plus d'un million de noms figurant sur les listes électorales n'auraient pas du s'y trouver, c'est-à-dire plus de 20 % des inscrits. Dans certaines régions des Hautes-Terres, « tous les habitants apparaissent au moins deux fois sur les listes, y compris les enfants en bas âge ». Par ailleurs, en raison de bourrages d'urnes et d'autres fraudes, le nombre de votants comptabilisés s'élève à 109 % des inscrits,,.
Au moins vingt-cinq personnes sont tuées durant le déroulement des élections, et de très nombreuses personnes blessées ; en comptant les violences postérieures à l'annonce des résultats, on recense une centaine de morts. Des agents électoraux et des membres de la police sont soumis à des tentatives d'intimidation et de corruption. Des électeurs subissent eux aussi des menaces de la part de partisans de certains candidats ; dans certains bureaux de vote, ces partisans observent les électeurs et les privent du droit au secret de l'isoloir. Une équipe de la Australian Broadcasting Corporation dans les Hautes-Terres filme le fils du député et gouverneur de la province d'Enga Peter Ipatas cochant ouvertement en faveur de son père tout un lot de bulletins, tandis qu'un autre homme obtient par la menace de recevoir plus de quatre-vingt bulletins qu'il remplit seul au nom de toute sa communauté. Ailleurs, des agents électoraux doivent valider sous la menace des bulletins pré-remplis.
Les partisans de certains candidats saisissent des urnes électorales après le vote pour les détruire ou pour les remplir de bulletins supplémentaires. D'autres interrompent violemment le dépouillement des voix lorsque celui-ci s'avère défavorable à leur candidat. À Tari, dans les Hautes-Terres, une trentaine d'hommes armées de mitraillettes volent des urnes en attente de dépouillement, libèrent huit prisonniers d'une station de police, et abattent deux hommes avant de les achever à la machette. En tout, des dizaines de milliers de bulletins de vote sont volés ou détruits.
Dans six des neuf circonscriptions de la province des Hautes-Terres méridionales, la commission électorale nationale refuse d'entériner les résultats manifestement frauduleux, ou constate l'absence de résultats, et ordonne la tenue des nouvelles élections.

## Résultats
Le Parti de l'alliance nationale devient le plus grand parti au Parlement, mais c'est le parlement le plus fragmenté de l'histoire du pays jusque lors, avec vingt-quatre partis ayant au moins un député. Près des trois quarts (74 %) des députés sortants ont perdu leur siège, un record. Carol Kidu, réélue députée de la circonscription de Port Moresby-sud, est la seule femme à la nouvelle assemblée,.
| Parti | Parti                                       | Dirigeant          | Voix | % | Sièges | +/- |
| ----- | ------------------------------------------- | ------------------ | ---- | - | ------ | --- |
|       | Parti de l'alliance nationale               | Sir Michael Somare |      |   | 19     | 13  |
|       | Mouvement démocrate populaire               | Sir Mekere Morauta |      |   | 12     | 4   |
|       | Parti du progrès populaire                  | Sir Julius Chan    |      |   | 8      | 8   |
|       | Pangu Pati                                  | Chris Haiveta (en) |      |   | 6      | 7   |
|       | Parti d'action populaire                    |                    |      |   | 5      | 1   |
|       | Parti travailliste populaire                | Peter Yama         |      |   | 4      | Nv. |
|       | Parti démocrate chrétien                    |                    |      |   | 3      | 3   |
|       | Parti national de Papouasie-Nouvelle-Guinée |                    |      |   | 3      | 3   |
|       | Parti unifié                                |                    |      |   | 3      | 2   |
|       | Parti de l'alliance mélanésienne            |                    |      |   | 3      | 2   |
|       | Congrès national populaire                  |                    |      |   | 2      | 3   |
|       | Congrès pan-mélanésien                      |                    |      |   | 2      | Nv. |
|       | Parti de la transformation nationale        |                    |      |   | 2      | Nv  |
|       | Le peuple d'abord                           |                    |      |   | 2      | Nv  |
|       | Autres partis                               |                    |      |   | 18     | n/a |
|       | Candidats sans étiquette                    |                    |      |   | 17     | 16  |

## Formation d'un gouvernement
Le Parti de l'alliance nationale ayant remporté le plus de sièges, le gouverneur général Sir Silas Atopare demande à Sir Michael Somare de former le gouvernement. Celui-ci parvient à constituer un gouvernement de coalition avec sept autres partis. Bill Skate, ancien Premier ministre, est quant à lui élu président du Parlement.

## Suites

### Réforme électorale
En raison de nombre record de candidats, certains ont été élus avec une très faible proportion des voix dans leur circonscription. Cela étant, et afin de contrer le tribalisme, une réforme du système électorale est adoptée en vue des élections de 2007 : Le vote au scrutin uninominal majoritaire à un tour est abrogé et remplacé par le vote alternatif, modèle emprunté à l'Australie. Cette réforme vise à « oblige[r] les candidats à chercher des appuis (sous la forme de préférences) hors de leurs clans et communautés », et donc de faire campagne auprès de membres d'autres tribus qu'uniquement la leur. Elle doit également garantir que « les parlementaires élus tiennent de leur électorat un mandat majoritaire », un candidat ne pouvant être élu qu'en ayant obtenu un grand nombre de préférences (voix secondaires ou tertiaires), de la part donc d'un grand nombre de communautés de la circonscription.

### Députés décédés, démissionnés ou exclus
Le père Louis Ambane (Parti de l'alliance nationale, député et gouverneur de la province de Simbu) meurt le 10 mai 2003. Peter Launa est élu pour lui succéder.
Bernard Hagoria (Mouvement démocrate populaire, député de Yangoru-Saussia) perd son siège en septembre 2003 car reconnu couple de détournement de fonds publics. Peter Waranaka est élu pour lui succéder.
Mao Zeming (Mouvement démocrate populaire, député de Tewae-Siassi) est exclu du Parlement en mai 2003, ayant été reconnu coupable de détournement de fonds publics. Il fait appel, et lorsque son appel est rejeté en février 2006, il est trop tard pour convoquer une élection partielle pour le remplacer.
Paul Wai (Parti chrétien-démocrate, député d'Anglimp-Waghi-sud) meurt le 29 juillet 2003. Jamie Maxtone-Graham est élu pour lui succéder.
Michael Nali (Parti du progrès populaire, député de Mendi-Munihu) démissionne en 2003 lorsqu'il est accusé de détournement de fonds publics.
Petrus Thomas (Parti du progrès populaire, député de Koraba-Kopiago) voit son élection annulée en janvier 2005 en raison d'irrégularités électorales. John Kekeno est élu pour lui succéder.
Le père John Momis (Parti de l'alliance nationale, député et gouverneur de la province de Bougainville) démissionne en avril 2005 pour briguer la présidence inaugurale de cette province devenue région autonome. Leo Hannett est élu pour lui succéder.
David Anggo (Parti de la transformation nationale, député de Chuave) voit son élection annulée en septembre 2005 en raison d'irrégularités électorales. Jim Nomane est élu pour lui succéder.
Bill Skate (Congrès national populaire, député et gouverneur du District de la capitale nationale) meurt le 3 janvier 2006. Wari Vele est élu pour lui succéder.
James Yali (Parti de l'alliance nationale, député de la côte de Rai) perd son siège de député en 2006 lorsqu'il est condamné à douze ans de prison pour viol.
Andrew Baing est contraint de démissionner en décembre 2006, ayant été reconnu coupable de détournement de fonds publics. Son siège demeure vacant jusqu'aux élections de 2007.
Charlie Benjamin (Parti pour l'avancée de la Papouasie-Nouvelle-Guinée, député de Manus) est contraint de démissionner en décembre 2006, ayant été reconnu coupable sur dix-neuf chefs d'accusation de faute professionnelle ainsi que d'avoir tenté de corrompre le tribunal. Son siège demeure vacant jusqu'aux élections de 2007,.